# Manuela Siegrist
Manuela Bettina Siegrist (* 18. Mai 1990 in Basel) ist eine Schweizer Curlerin. Zuletzt spielte sie auf der Position des Third im Team von Skip Silvana Tirinzoni. 

## Karriere
Siegrist begann ihre Karriere im Curling Club Basel und war Skip eines jungen Teams mit Imogen Lehmann (Third), Claudia Hug (Second) und Janine Wyss (Lead). Sie gewann nach einer Bronzemedaille 2009 die Schweizer Meisterschaft der Juniorinnen 2010 und konnte diesen Erfolg 2011 wiederholen. Als Siegerin war sie 2010 und 2010 mit ihrem Team bei den Curling-Juniorenweltmeisterschaften dabei und wurde Vierte (2010) bzw. Sechste (2011). 
2011 nahm sie an der Curling-Mixed-Europameisterschaft teil und konnte als Third mit dem von Thomas Lips geskippten Team die Goldmedaille gewinnen. Im darauffolgenden Jahr konnte sie den Titel nicht verteidigen; das von Martin Rios geskippte Team der Schweizer mit Siegrist als Third kam nur auf den 8. Platz. 
Bei der Europameisterschaft 2011 war sie als Ersatzspielerin im Team von Binia Feltscher-Beeli dabei; die Mannschaft belegte den 7. Platz. Bei ihrer zweiten Teilnahme 2017 kam sie in St. Gallen mit dem Team von Silvana Tirinzoni vor heimischer Kulisse in die Play-offs, unterlag aber im Halbfinal Schottland mit Eve Muirhead und im Spiel um Platz 3 Italien mit Diana Gaspari. 
An den Weltmeisterschaften nahm Sigrist bislang nur einmal, nämlich 2013 als Ersatzspielerin im Team von Silvana Tirinzoni, teil. Die Schweizerinnen belegten den 5. Platz.
Zusammen mit Silvana Tirinzoni, Esther Neuenschwander, Marlene Albrecht und Jenny Perret nahm sie an den Olympischen Winterspielen 2018 teil. Nach vier Siegen und fünf Niederlagen in der Round Robin kam sie mit der Schweizer Frauenmannschaft auf den fünften Platz.
Siegrist spielte auf der World Curling Tour und konnte mit dem Team Tirinzoni mehrere Wettbewerbe gewinnen.
Im Frühjahr 2018 gab sie wegen anhaltender Knieprobleme eine Unterbrechung ihrer Karriere auf unbestimmte Zeit bekannt.